# Бернар Колелас
Бернар Бакана Колелас (фр. Bernard Bakana Kolélas; 12 червня 1933 — 12 листопада 2009) — конголезький державний і політичний діяч, п'ятнадцятий прем'єр-міністр Республіки Конго.

## Біографія
Народився 1933 року у Французькому Конго. Вивчав медицину, психологію та соціологію.
1958 року долучився до молодіжного крила Демократичного союзу захисту африканських інтересів. Проходив стажування у Франції, після чого зайняв пост генерального директора міністерства закордонних справ Конго (1961—1963).
Після здобуття незалежності зазнавав переслідувань з боку режиму Маріана Нгуабі, його заарештовували 1968 та 1969 року. Перебував в ув'язненні до 1975 року. Після звільнення займався бізнесом. 1978 року його було звинувачено в підготовці державного перевороту проти президента Жоакіма Йомбі-Опанго. Проте, Дені Сассу-Нгессо, який повалив Йомбі-Опанго, оголосив амністію для всіх підозрюваних у змові, в тому числі й Бернара Колеласа.
В 1982—1989 роках жив у рідному селі й участі в політичному житті країни не брав. Після того створив Конголезький рух за демократію й інтегральний розвиток (КРДІР), що відігравав ключову роль у переході країни до багатопартійної системи. 1992 року Колелас вийшов у другий тур президентських виборів, але програв їх, залишившись провідним опозиційним політиком країни.
1994 року почав зближуватись із президентом Паскалем Ліссубою, в результаті чого низка представників КРДІР отримали міністерські портфелі. Сам Колелас від 1994 до 1997 року обіймав посаду мера Браззавіля.
Восени 1997 року очолював уряд Республіки Конго. Перемога Дені Сассу-Нгессо в громадянській війні змусила Колеласа тікати з країни. 2000 року його було заочно засуджено до ув'язнення «за військові злочини, зґвалтування та свавільне ув'язнення й секвестрацію в приватних в'язницях» під час громадянської війни.
Наприкінці 2005 року був амністований, після чого повернувся на батьківщину. 2007 року його було обрано до лав Сенату, одночасно два його сини стали депутатами Національних зборів Республіки Конго.
Помер в листопаді 2009 року в Парижі.